# Seznam izraelskih igralcev
Seznam izraelskih igralcev.

## A
- Hiam Abbass
- Avital Abergel
- Raida Adon
- Gila Almagor
- Michael Aloni
- Lior Ashkenazi
- Yvan Attal
- Mili Avital
- Aki Avni
- Aliza Azikri

## B
- Sendy Bar
- Ashraf Barhom
- Tawfeek Barhom
- Ania Bukstein

## C
- Moris Cohen
- Oshri Cohen

## D
- Eli Danker
- Ran Danker
- Salim Dau
- Yoav Donat

## E
- Arieh Elias (1921-2015)
- Shahar Even-Tzur

## F
- Oded Fehr
- Levana Finkelstein
- Moshe Folkenflick

## G
- Yonathan Galila
- Jonathan Bar Giora
- Doval'e Glickman
- Emily Granin

## H
- Suhel Haddad
- Zaharira Harifai

## K
- Daphna Kastner
- Makram Khoury
- Avigail Komari
- Tarik Kopty
- Aya Koren

## L
- Hanna Laslo
- Daliah Lavi
- Edna Lev
- Rona Lipaz-Michael

## M
- Maya Maron
- Danny Maseng
- Michael Moshonov

## N
- Igal Naor
- Alon Nashman

## P
- Eyal Podell
- Natalie Portman

## R
- Neta Riskin
- Alisa Rosen

## S
- Yuval Scharf
- Ali Suliman

## T
- Chaim Topol
- Itay Turgeman

## Z
- Ayelet Zurer
- Rotem Zussman